# Liste der geschützten Landschaftsbestandteile im Landkreis Nienburg/Weser
Im Landkreis Nienburg/Weser gibt es zwei ausgewiesene geschützte Landschaftsbestandteile.
| Mühlenberg                                     | BW | GLB NI 00001 | Rehburg-Loccum im Ort Rehburg               | ⊙ |  | 3. Jan. 1989  |
| Südfeld                                        | BW | GLB NI 00002 | Eystrup Wäldchen am Südwestrand von Eystrup | ⊙ |  | 24. Apr. 1991 |
| Legende für Geschützter Landschaftsbestandteil |    |              |                                             |   |  |               |